# Bassin houiller de Jerada
Le bassin houiller de Jerada est situé dans la province de Jerada du Maroc oriental.

## Histoire
L'exploration houillère dans la région démarre dès le début du XXe siècle.
La voie ferroviaire Guenfouda-Jerada est mise en service en 1952. Elle fait 45 kilomètres de long et prévoit le transport de 600 000 tonnes de charbon par an. Un nouveau lavoir de charbon d'une capacité de 375 tonnes/heure est également mis en service. Ces projets confèrent une dimension industrielle au site de Jerada.
La recherche de bassins houillers encore inconnus au Maroc, entreprise en 1958 dans le nord-est du Maors, comprenait, au programme 1959, l'étude du prolongement éventuel du bassin houiller d'Abadla; En 1962, l'exploitation charbonnière fait vivre près de 15 000 personnes. La cité de Béchard-Djedid, appelée « Nouveau Bechar » est née de cette exploitation houillère.
En 1964, l'État marocain signe une convention avec les Charbonnages nord-africains pour prendre le contrôle sur les mines de Jerada. La ville extrait 350 000 tonnes de charbon par an et sa population atteint 60 000 âmes. Estimées trop coûteuses, les mines de charbon ferment en 1990, laissant sans emploi 9 000 ouvriers. Depuis, près d'un millier de mineurs s'aventurent dans les mines désaffectées. De 1998 à 2019, 44 mineurs ont perdu la vie dans les mines désaffectées. À partir de 2020, le gouvernement de la province de Jerada lance le projet de transformer le site en parc muséologique minier.